# Amici 2013
Amici 2013 è la tredicesima compilation legata alla trasmissione televisiva Amici di Maria De Filippi, pubblicata il 7 maggio 2013 dall'etichetta discografica Time Records e contenente inediti dei cantanti arrivati al serale della dodicesima edizione del programma. 
Fu l'ultima compilation di Amici ad essere pubblicata fino al 2021, anno in cui, dopo una pausa di sette anni, viene pubblicata Amici Bro.

## Tracce
1. Greta Manuzi – Solo rumore – 3:09
2. Angela Semerano – Quella parola – 3:50
3. Emanuele Corvaglia – Non importa dove – 3:18
4. Moreno Donadoni – Non mi cambieranno mai – 3:10
5. Ylenia Morganti – Sempre così – 3:56
6. Verdiana Zangaro – Danza immobile – 3:18
7. Edwyn Roberts – Mattia – 3:35
8. Costanzo Del Pinto – Voglio sposare Miss Italia – 4:11
9. Andrea Di Giovanni – Un altro no – 3:21
10. Chiara Provvidenza – Cosa sarebbe – 3:09

## Classifiche
| Classifica (2013) | Posizione massima |
| ----------------- | ----------------- |
| Italia            | 1                 |